# Hala (spin)
Hala is een geslacht van spinnen uit de  familie van de kraamwebspinnen (Pisauridae).

## Soorten
- Hala impigra Jocqué, 1994
- Hala paulyi Jocqué, 1994